# Wärmetechnik

Die Wärmetechnik ist das Teilgebiet innerhalb der Ingenieurwissenschaften, genauer der Energietechnik, das sich mit Wärme (thermischer Energie) in der technischen Anwendung beschäftigt. Hauptinhalte sind die Erzeugung, Speicherung und Übertragung von Wärme im technischen Maßstab:
- Wärmeübertragung (Wärmestrahlung, Konvektion, Wärmeleitung)
- Wärmespeicher, Wärmesenken und -quellen (Wärmekapazität, Umwandlungsenthalpie aus Phasenübergängen, Verbrennung etc.)

Die Wärmetechnik berührt auf der Seite der Grundlagen die Physik, die Thermodynamik, die Strömungsmechanik, die Feuerungstechnik (Verbrennung), die Elektrotechnik (Elektrowärme) und die Chemie (Thermochemie) und auf der Seite der technischen Anwendung die Verfahrenstechnik (insbesondere die thermische Verfahrenstechnik und die Energieverfahrenstechnik) und den Apparatebau (insbesondere Wärmeübertrager, Öfen, Dampfkessel etc.). Sonderanwendungen der Wärmetechnik sind die Kältetechnik und die Wärmedämmung. Schnittgebiet zur Energietechnik besteht in der Wärme-Kraft-Kopplung.
Fachgebiete und Anwendung sind etwa:
- Heiztechnik in Haustechnik und Bauwesen, Solarthermie
- Technik der Heizkraftwerke, Fernwärmetechnik, Geothermie
- Thermische Energieerzeugung
- Heiz- und Klimatechnik im Fahrzeugbau: Fahrzeugheizung und Standheizung, aber auch Sitzheizung, Griffheizung
- Dampftechnik (Technik der Dampfmaschinen)
- Wärmetechnik in der chemischen Verfahrenstechnik
- Heizelemente aller Art, als Bauteil oder etwa für heiztechnische Produkte des Haushalts, etwa Heizdecken, Teewärmer
- Wärmetechnik in Elektrotechnik und Elektronik, wie als zentrales Element von Elektronenröhren und Kathodenstrahlröhren.